# Yoko Shimomura
Pour les articles homonymes, voir Shimomura.
 (juillet 2008).
Si vous disposez d'ouvrages ou d'articles de référence ou si vous connaissez des sites web de qualité traitant du thème abordé ici, merci de compléter l'article en donnant les références utiles à sa vérifiabilité et en les liant à la section « Notes et références ».
Yōko Shimomura (下村 陽子, Shimomura Yōko), née le 19 octobre 1967, est une compositrice et musicienne japonaise principalement connue pour ses musiques de films et de jeux vidéo. En effet, elle a été décrite comme « la plus célèbre compositrice de musique de jeu vidéo féminine dans le monde ».
En 2024, elle reçoit un Game Developers Choice Award pour l'ensemble de sa carrière.

## Biographie
Yoko Shimomura nait dans la Préfecture de Hyōgo, au Japon. À l'âge de cinq ans, ses parents l'inscrivent à des leçons de piano. Elle apprend vite à maîtriser cet instrument et s'amuse à essayer de composer sa propre musique à l'oreille. Après le lycée, elle s'inscrit aux cours de piano de l'Université de Musique d'Osaka. Après la remise des diplômes, Shimomura a d'abord l'intention de devenir professeur de piano. Néanmoins, joueuse de jeux vidéo depuis de nombreuses années, elle envoie quelques échantillons de son travail à différentes compagnies de jeux vidéo.
Capcom lui propose de passer une audition et un entretien et lui offre un emploi. Sa famille et professeurs réprouvent ce choix professionnel mais Shimomura accepte la proposition de Capcom. Elle devient membre du groupe de jazz maison, Alph Lyla, et compose la musique du jeu Street Fighter II: The World Warrior.
En 1993, Shimomura part pour une autre compagnie de jeu, Squaresoft (à présent Square Enix). Son premier projet pour cette entreprise est la musique du jeu de rôle (RPG) Live a Live en 1994. Après cela, elle est un temps prise en charge par des compositeurs plus expérimentés. Elle est associée à Noriko Matsueda sur le RTS/RPG Front Mission en 1995. En 1996, elle compose et arrange, sur la base de la musique de la série Mario par Koji Kondo, ainsi que de trois morceaux composés pour Final Fantasy IV par Nobuo Uematsu, la musique de Super Mario RPG.
En 1998, elle se retrouve seule pour composer la musique du jeu Parasite Eve. Elle sort l'un de ses travaux les plus importants en 1999, avec Legend Of Mana, un épisode de la série à succès Seiken Densetsu.
En 2002, Yoko Shimomura quitte Squaresoft pour travailler en tant que musicienne indépendante. Un de ses premiers projets consiste à composer la musique du jeu Mario and Luigi: Superstar Saga pour la Game Boy Advance.
La musique récente la plus notable de Yoko Shimomura est celle de Kingdom Hearts 2 (2005), suite d'une première collaboration entre Squaresoft et Disney, un jeu qui présente des personnages de Disney dans un environnement action/RPG. Elle a aussi composé la musique des épisodes précédents, Kingdom Hearts: Chain of Memories et Kingdom Hearts. Yoko Shimomura aborde le projet Kingdom Hearts avec une certaine appréhension, n'étant pas sûre de pouvoir mener la tâche à bien. Cependant, ses compositions lui valent de bonnes critiques et la musique de ce jeu est régulièrement cité comme étant son meilleur travail à ce jour.
Tetsuya Nomura appréciant son travail, elle sera également chargée de Final Fantasy Versus XIII (renommé par la suite Final Fantasy XV), que ce dernier dirige avec Hajime Tabata.
En mars 2008 sort une compilation de musiques de Yoko Shimomura intitulée Drammatica (en). Elle inclut les musiques de Final Fantasy Versus XIII, Live A Live, Kingdom Hearts, Front Mission, Legend of Mana et Heroes of Mana. Elle a travaillé aussi sur les musiques de Xenoblade Chronicles, un RPG sur Wii sorti le 10 juin 2010 au Japon et le 19 août 2011 en Europe.
En novembre 2015, un concert original produit par Wayô Records est organisé à Paris en sa présence dans la salle Cortot. Le thème de Final Fantasy XV y est joué pour la toute première fois en France.
En mars 2024, elle reçoit un Game Developers Choice Award pour l'ensemble de sa carrière.

## Musiques de jeux vidéo
- Samurai Sword (1988)
- Adventures in the Magic Kingdom (1990)
- Nemo (1990)
- King of Dragons (1991)
- Street Fighter II (1991) (avec Alph Lyra)
- Breath of Fire (1993) (avec Yasuaki Fujita (en) (alias Bun Bun), Minae Fujii, et Mari Yamaguchi)
- Street Fighter II': Champion Edition (1994) (avec Alph Lyra)
- Live a Live (1994)
- Front Mission (1995) (avec Noriko Matsueda)
- Super Mario RPG: Legend of the Seven Stars (1996) (inclut arrangements de la musique par Nobuo Uematsu et Koji Kondo)
- Tobal n°1 (1996) (avec Masashi Hamauzu, Junya Nakano, Yasuhiro Kawakami, Kenji Ito, Noriko Matsueda, Ryuji Sasai (en), et Yasunori Mitsuda)
- Parasite Eve (1998)
- Legend of Mana (1999)
- Kingdom Hearts (2002)
- Mario and Luigi: Superstar Saga (2003)
- Kingdom Hearts: Chain of Memories (2004)
- Mario and Luigi: Partners in Time (2005)
- Kingdom Hearts 2 (2005/2006)
- Monster Kingdom: Jewel Summoner (2006) (avec Shinji Hosoe, Hitoshi Sakimoto, Yasunori Mitsuda, Kenji Ito, Masaharu Iwata, Tsukasa Masuko, Yasuyuki Suzuki, Ayako Saso, et Takahiro Ogata)
- Heroes of Mana (2007)
- Super Smash Bros. Brawl (2008) (en collaboration avec d'autres compositeurs)
- Kingdom Hearts: 358/2 Days (Printemps 2009 au Japon)
- Kingdom Hearts: Birth by Sleep (9 janvier 2010 au Japon)
- Kingdom Hearts: Coded (2008 au Japon)
- Little King's Story (2009)
- Mario et Luigi : Voyage au centre de Bowser (2009)
- Last Ranker (en) (2010 au Japon)
- Xenoblade Chronicles (2010 au Japon) (avec Manami Kiyota et le trio de musiciens Ace+)
- Radiant Historia (2010)
- The 3rd Birthday (2011) (en collaboration de Mitsuto Suzuki et Tsuyoshi Sekito)
- Kingdom Hearts 3D: Dream Drop Distance (2012)
- Mario and Luigi: Dream Team Bros. (2013)
- Super Smash Bros for Nintendo 3DS / for Wii U (2014) (en collaboration avec d'autres compositeurs)
- Mario and Luigi: Paper Jam Bros. (2015)
- Final Fantasy XV (2016)
- Super Smash Bros. Ultimate (2018) (en collaboration avec d'autres compositeurs)
- Kingdom Hearts III (2019)
- Million Arthur: Arcana Blood (en) (2019)
- Streets of Rage 4 (en collaboration avec d'autres compositeurs dont Yuzo Koshiro et Olivier Derivière) (2020)
- Super Mario RPG (remake) (2023)
- Reynatis (2024)

## Autres travaux
- Parasite Eve Remixes (1998)
- Phantasy Star Online Episode I and II Premium Arrange (2004) (avec Motoi Sakuraba, Takayuki Aihara, Motoaki Furukawa, Shinji Hosoe, Nobuyoshi Sano (en), Manabu Namiki (en), Yuri Hiranuma, Masaharu Iwata, Shin Asai, Noriyuki Iwadare et Kenji Itō)
- Dark Chronicle Premium Arrange (2004) (avec Motoi Sakuraba, The Black Mages, Noriyuki Iwadare, Yasunori Mitsuda, Shinji Hosoe, et Kenji Itō)
- Rogue Galaxy Premium Arrange (2006) (avec Motoi Sakuraba, Noriyuki Iwadare, Kenji Itō, Yasunori Mitsuda, Shinji Hosoe, Takayuki Aihara, Norihiko Hibino, Nobuyoshi Sano (en), et Yoshitaka Hirota (en))
- Murmur (2007) (album original avec paroles et chant par Chata (en))
- Drammatica (en) - The Very Best of Yoko Shimomura- Yoko Shimomura (2008)
- Kingsglaive: Final Fantasy XV